# Ulrik Flo
Ulrik Flo (* 6. října 1988, Stryn, Norsko) je bývalý norský fotbalový útočník.
Jeho příbuzní jsou bývalí fotbalisté, strýcové Jostein Flo a Tore André Flo, a otec Kjell Rune Flo.